# Jen

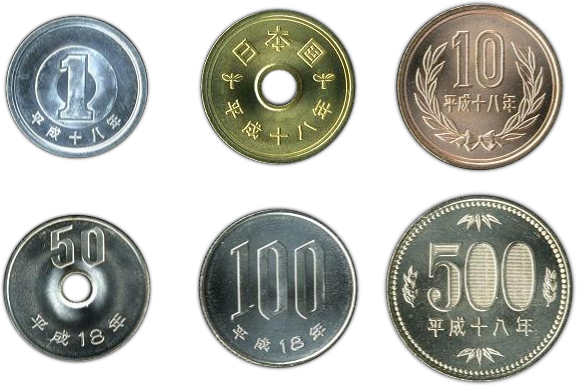
Monety o nominałach 1, 5, 10, 50, 100 i 500 jenów

Jen (jap. 円 en; jen, koło, krąg) – jednostka walutowa Japonii, kod walutowy według ISO 4217: JPY. Trzecia co do wielkości waluta handlowa na rynku walutowym (po dolarze amerykańskim i euro).

## Historia
Jen został wprowadzony w 1872 roku w okresie Meiji. Zastąpił on dotychczasowy bardzo złożony system walutowy. Nowy, dziesiętny system był wzorowany na zachodnich systemach walutowych, 1 jen dzielił się na 100 senów i 1000 rinów (seny i riny zostały wycofane z obiegu w 1954). Nowa moneta była bita i okrągła (wzorem zachodnich monet), dotychczasowe monety w Japonii były odlewane i miały obły kształt. W 1885 roku Bank Japonii wyemitował pierwsze banknoty.
Początkowo jen miał być monetą złotą (1,5 grama), jednak szybko w obiegu znalazły się także monety srebrne. W 1897 roku parytet jena obniżono do 0,75 grama złota. W tym okresie do lat 20. XX wieku jen był wart około 2 szylingów brytyjskich lub 0,50 dolara USA (w 1897: 2,004 szylinga, w 1922: 2,05 szylinga). W 1931 roku Japonia przeszła z systemu opartego na złocie na oparty na wartości aktywów banku centralnego.
W latach 1949–1971 jen był sztywno powiązany z dolarem: 1 USD = 360 JPY.